# Stenotabanus guttatulus
Stenotabanus guttatulus är en tvåvingeart som först beskrevs av Townsend 1893.  Stenotabanus guttatulus ingår i släktet Stenotabanus och familjen bromsar. Inga underarter finns listade i Catalogue of Life.